# Incapora anamallensis
Incapora anamallensis is een platworm (Platyhelminthes). De worm is tweeslachtig. De soort leeft in of nabij zoet water.
De wetenschappelijke naam van de soort werd voor het eerst geldig gepubliceerd in 1930 door P. de Beauchamp.